# Эспаргаро, Пол
Пол Эспаргаро Вилья (исп. Pol Espargaró Villà; род. 10 июня 1991, Гранульес, Каталония, Испания) — испанский мотогонщик, чемпион мира по шоссейно-кольцевых мотогонок серии MotoGP в классе Moto2 (2013), двукратный победитель гонки на выносливость «Suzuka 8 Hours» (в 2015-2016 годах). Младший брат другого мотогонщика MotoGP Алеша Эспаргаро. В сезоне 2016 выступает в классе MotoGP за команду «Monster Yamaha Tech 3» под номером 44.

## Биография
Впервые Пол сел за руль мотоцикла в возрасте 2 лет. Любовь к мотоспорту ему передалась от отца, который в молодости им занимался. Начинал Пол, как и большинство его сверстников, с выступлений в эндуро. Затем он перешел к выступлениям в Супермотарди, в котором выиграл кубок Rieju Cup в 2000 году. В том же году дебютировал в соревнованиях по шоссейно-кольцевого мотоспорта, приняв участие в Conti Catalonia Cup в классе 50cc.
В 2004 он выиграл чемпионат Каталонии с шоссейно-кольцевых мотогонок в классе 125cc, а в следующем году, в 14-летнем возрасте, он дебютировал в открытом чемпионате Испании.
В 2006 году Пол Эспаргаро выиграл чемпионат Испании, что стало его первым большим триумфом. В том сезоне он выиграл первые 5 гонок чемпионата подряд, став победителем в общем зачете за 2 гонки до завершения соревнований.
Пол Эспаргаро дебютировал в чемпионате мира MotoGP в 2006 году, приняв участие в Гран-При Каталонии. В этой гонке, стартовав с 27-го места, он смог финишировать 13-м, став в возрасте 15 лет и 8 дней самым молодым гонщиком, которому удалось завоевать очки.
Первый полный сезон Эспаргаро провел в 2007 году. В сезоне впервые поднялся на подиум: на Гран-При Португалии занял третье место. Также был награжден званием «Новичок года» (англ. Rookie of the Year). В общем зачете занял 9-е место.
В следующем сезоне Пол еще больше прогрессировал: два вторых места и одно третье, а также два поули.
Первую победу Эспаргаро получил в 2009 году в Индианаполисе. В этом сезоне 5 раз поднимался на подиум и занял четвертое место в турнирной таблице.
2010 год прошел для младшего из братьев Эспаргаро в напряженной борьбе за титул чемпиона с победителем Марком Маркесом и занявшим второе место Нико Теролем, а в 2011 он перешел в Moto2.
Два подиумы и итоговое 13-е место в общем зачете заложили основы для перспективного сезона в 2012 году. Жесткие столкновения, четыре победы и восемь поул-позиций Пола вывели на второе место в общем зачете после Маркеса.
В сезоне 2013 года Пол Эспаргаро рассматривался как один из главных претендентов на победу в чемпионате, что и подтвердил, одержав победу на первой гонке в Катаре. Следующие гонки проходили с переменным успехом, чем воспользовался британец Скотт Реддинг, который к середине сезона захватил лидерство в общем зачете. После одиннадцатого этапа календаря (Гран-При Великобритании) Пол отставал от лидера на 38 очков. Однако Эспаргаро не опустил руки и продолжал бороться. В следующих пяти гонках он неизменно финишировал на подиуме, причем трижды — на первом месте. Зато Реддинг — его главный конкурент в борьбе за чемпионство, в этих гонках ни разу не смог занять места выше 4-го. В результате этого, Эспаргаро, победив на предпоследнем этапе сезона, Гран-При Японии, досрочно стал чемпионом мира в классе Moto2. В свои 22 года он стал четвертым чемпионом мира в этом классе и 107-м чемпионом в истории MotoGP.
На сезон 2014 Пол решил перейти к самому престижному, „королевского“ класса соревнований MotoGP. Он принял предложение команды «Monster Yamaha Tech 3», заменив в ней Кэла Кратчлоу, который в свою очередь перешел в «Ducati Corse». В сезоне ему впервые пришлось сразиться с родным братом в официальных соревнованиях такого уровня. Хотя он не мог на равных конкурировать с «Большой четверкой» (гонщиками заводских команд Honda и Yamaha), однако стабильные результаты позволили ему занять в общем зачете шестое место, опередив на 1 позицию брата Алеша. Лучшим результатом в сезоне стало 4-е место на Гран-При Франции. В дебютном сезоне Пол завоевал победу в зачете „Новичок года“.
В сезоне 2015 Пол продолжил выступать за «Monster Yamaha Tech 3». В большинстве гонок он демонстрировал стабильные результаты в пределах 5-9 мест, что позволило по итогам сезона занять 9-е место общего зачета.